# Alberto Soriano
Albert Gottfried Dietrich, född 27 augusti 1920 i Buenos Aires, Argentina, död där 20 oktober 1998, var en argentinsk agronom, fysiolog och botaniker.
Auktorsnamnet A.Soriano kan användas för Alberto Soriano i samband med ett vetenskapligt namn inom botaniken; se Wikipediaartiklar som länkar till auktorsnamnet.